# Galder (musiker)
Galder (eg. Thomas Rune Andersen Orre) är en norsk kompositör, sångare och gitarrist från Jessheim, norr om Oslo. Han är en av grundarna till bandet Old Man's Child och gitarrist i Dimmu Borgir. Andersen grundade Old Man's Child tillsammans med Jardar och Tjodalv 1993. På Old Man's Childs album har Andersen bidragit med både sång, gitarr, basgitarr och keyboard. Galder började spela med Dimmu Borgir år 2000, och har sedan dess spelat i båda banden.

## Diskografi
Album med Old Man's Child
- In the Shades of Life (1994) (demo)
- Born of the Flickering (1995)
- The Pagan Prosperity (1997)
- Ill-Natured Spiritual Invasion (1998)
- Revelation 666 - The Curse of Damnation (2000)
- In Defiance of Existence (2003)
- Vermin (2005)
- Slaves of the World (2009)

Med Dødheimsgard
- Satanic Art (1998) (EP)

Album med Dimmu Borgir
- Puritanical Euphoric Misanthropia (2001)
- World Misanthropy (2002) (DVD)
- Death Cult Armageddon (2003)
- In Sorte Diaboli (2007)
- Abrahadabra (2010)
- Titans of Symphonic Metal (2014) (delad album: Dimmu Borgir / Sonata Arctica / Avantasia)
- Forces of the Northern Night (2017) (livealbum)
- Eonian (2018)

## Utrustning
- Jackson Guitars
- ESP Guitars
- Marshall förstärkare
- ENGL förstärkare
- Digitech för-förstärkare
- Shure trådlös ljudöverföring
- D'addario strängar
- Dunlop plektrum